# Albertinella nebulicola
Albertinella nebulicola är en tvåvingeart som beskrevs av Márcia Souto Couri och Barros de Carvalho 1994. Albertinella nebulicola ingår i släktet Albertinella och familjen husflugor. Inga underarter finns listade i Catalogue of Life.